# Ленец ветвистый
Лене́ц ветви́стый или Лене́ц полево́й (лат. Thesium ramosum) — многолетнее травянистое растение; вид рода Ленец семейства Санталовые.

## Описание
Высота растения достигает 15—30 см.
Листья зелёные, линейные, вверху заострённые. Верхние веточки с цветком расположенным в пазухах листьев.
Цветки белые, мелкие, одиночные, с пятью заострёнными лепестками, звездчатые, с околоцветником в виде колокольчика. Соцветие кистевидное, цветоносы в 2—4 раза по длине превышают плод. Цветки у основания с одним прицветником и двумя более короткими прицветничками. Околоцветник длиной 2,5—3 мм, колокольчатый, надрезанный на пять ланцетовидных долей, внутри белый.
Стебель с многочисленными бороздчатыми стеблями, ветвистыми от основания. Подземная часть с веретеновидным многоглавым корнем.
Плод — почти сидячий орешек с довольно густой сетью продольных ветвящихся жилок, из которых резко выделяются пять основных.

## Распространение и экология
Ленец ветвистый — полупаразит, присасывающийся корнями к подземным чистим окружающих растений на лугах, степях и в светлых лесах, обычно на лёгкой или известковой почве.
Цветёт в июне, плодоносит в июле.
Распространён в разных районах Европы и Азии. В России встречается преимущественно в чернозёмной полосе европейской части (севернее много реже) и на юге Западной Сибири. В Средней России довольно обычен в чернозёмных областях, севернее — редкое растение.
Распространяется семенами.

## Охранный статус
Ленец ветвистый занесён в Красную книгу Калужской области.